# Andréestraße 2 (München)

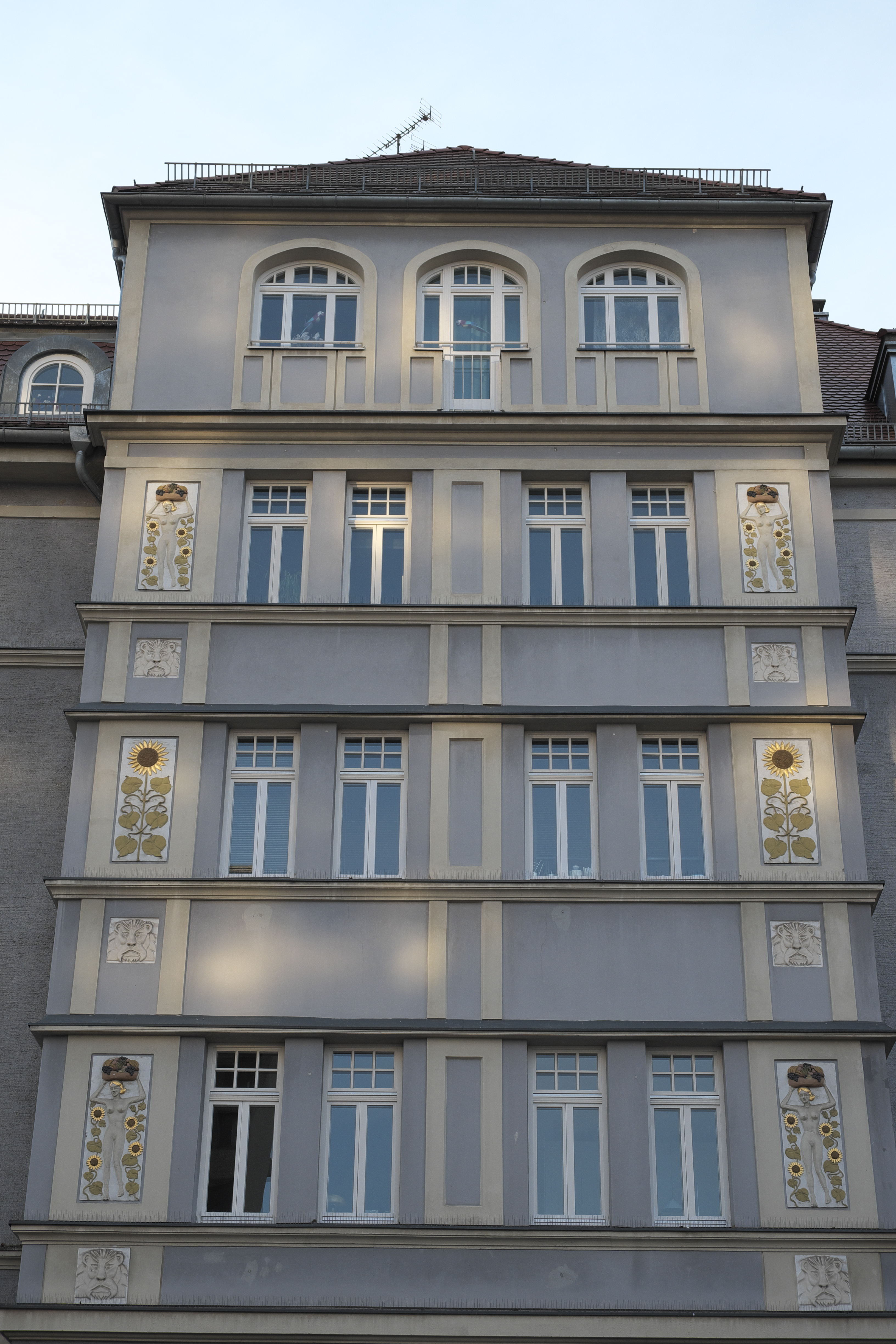
Haus Andréestraße 2 in München-Neuhausen

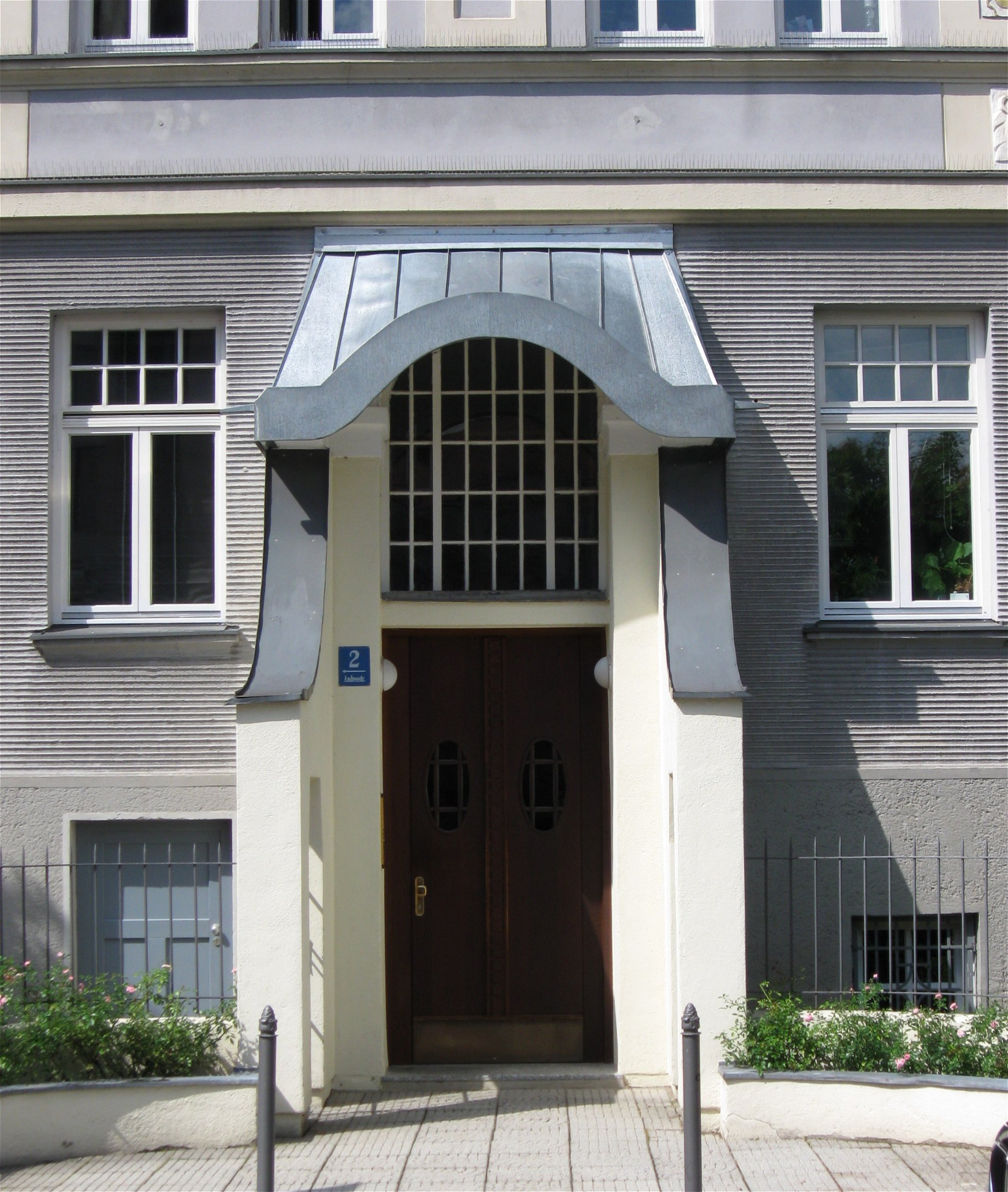
Eingang

Das Gebäude Andréestraße 2 ist ein denkmalgeschütztes Mietshaus im Münchner Stadtteil Neuhausen.

## Beschreibung
Das fünfgeschossige Eckhaus wurde 1912 nach Plänen von Wilhelm Borchert errichtet. Die Fassade ist mit Reliefs in Formen des Jugendstils geschmückt. Das Treppenhaus besitzt noch die ursprünglichen Keramikfliesen an den Wänden.